# Club Bamin Real Potosí
Club Bamin Real Potosí, oftast enbart Real Potosí, är en fotbollsklubb från staden Potosí i Bolivia och grundades den 1 april 1988, då under namnet "Academia de Fútbol Real Potosí" men slogs senare samman med klubben Banco Minero (Bamin) och bildade då Club Bamin Real Potosí. Klubben vann den högsta nationella ligan för första gången 2007 när de vann Torneo Apertura. Klubben har även deltagit i Copa Libertadores och Copa Sudamericana vid ett flertal tillfällen.